# Armstrong Siddeley Mamba
Pour les articles homonymes, voir Mamba (homonymie).
L’Armstrong Siddeley Mamba était un turbopropulseur britannique, produit par la société Armstrong Siddeley entre la fin des années 1940 et les années 1950, et produisant une puissance d'environ 1 500 eshp, soit 1 100 kW. Effectuant son premier vol en mai 1948, il fut le tout-premier turbopropulseur au monde à avoir pris l'air, le vol ayant eu lieu avec un Boulton Paul Balliol.
Si la compagnie Rolls-Royce Limited donnait à ses réacteurs des noms de fleuves britanniques, Armstrong Siddeley donnait à ses turbomoteurs des noms de serpents, comme dans ce cas précis le Mamba (Dendroaspis).

## Conception et développement
Le Mamba était un moteur compact, doté d'un compresseur axial à dix étages, six chambres de combustion et une turbine à deux étages. La boîte d'engrenages épicycloïdaux était intégrée au moyeu de l'hélice. Le moteur était démarré par des cartouches.
La désignation attribuée par le Ministry of Supply (en) (MoS) était ASM (Armstrong Siddeley Mamba). l’ASM.3 produisait une puissance de 1 475 ch et l’AMS.6 était taré à 1 770 ch. Un test de 500 heures fut mené en 1948 et le Mamba devint le premier turbopropulseur à équiper le Douglas DC-3, lorsqu'en 1949 un banc d'essais volant Dakota fut converti pour emporter deux Mambas.

## Variantes
Le Mamba fut aussi développé sur la forme du Double Mamba, qui fut utilisé pour propulser l'avion de lutte anti-sous-marine Fairey Gannet de la Royal Navy. Il s'agissait en fait essentiellement de deux Mambas installés côte-à-côte, et entraînant deux hélices contrarotatives via une boîte d'engrenages commune.
Une version turboréacteur fut également développée, l'Armstrong Siddeley Adder, essentiellement en retirant la partie propulsive (hélice et engrenages) et en modifiant la tuyère du moteur.

## Versions et applications
- ASM.3 Mamba[4] :

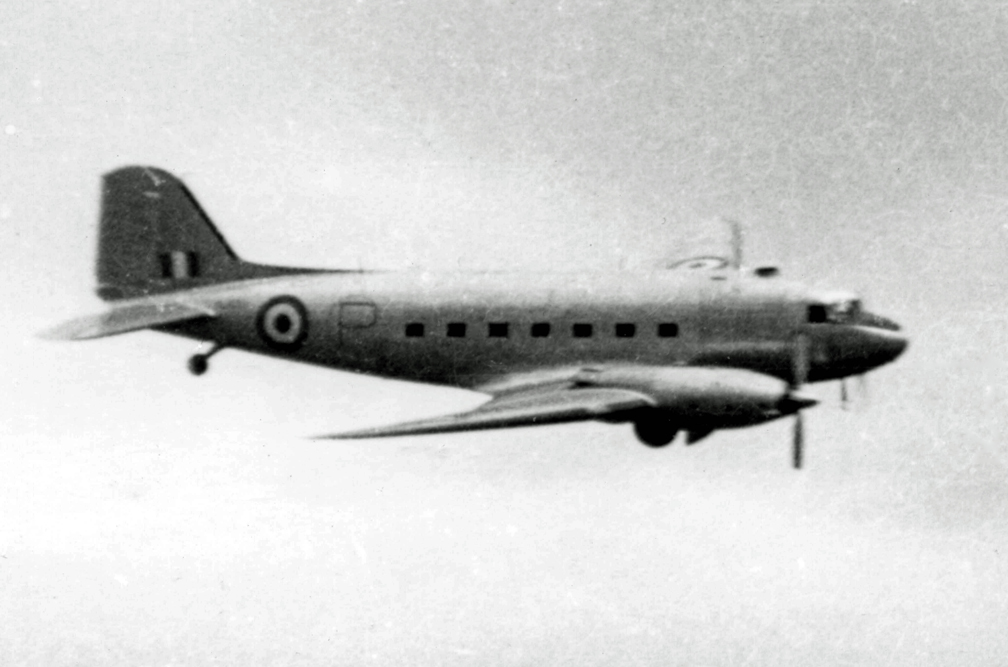
Le banc d'essais volant Douglas C-47B Dakota, en 1954, mettant en valeur la silhouette fine de ses deux Mambas.

  - Armstrong Whitworth A.W. 55 Apollo ;
  - Avro Athena (en) ;
  - Boulton Paul Balliol ;
  - Breguet Br.960 Vultur ;
  - Miles M.69 Marathon II (en) ;
  - Douglas C-47 Dakota ;
- ASM.5[4]
- ASM.6 Mamba[4] : Short Seamew ;
- ASM.7 : Version pour applications civiles[4] ;
- Swiss-Mamba SM-1 : Version à soufflante arrière (propfan), équipant l'EFW N-20 Aiguillon.

## Exemplaires exposés
Un Armstrong Siddeley Mamba est en exposition statique au Midland Air Museum, à l'aéroport de Coventry, Warwickshire, et un autre au musée de la RAF de Cosford.
Un autre exemplaire est également exposé à l'Aviation Heritage Museum (en), en Australie.
Un SM.1, version modifiée avec une soufflante pour le transformer un réacteur à double flux est exposé au Musée suisse des transports.

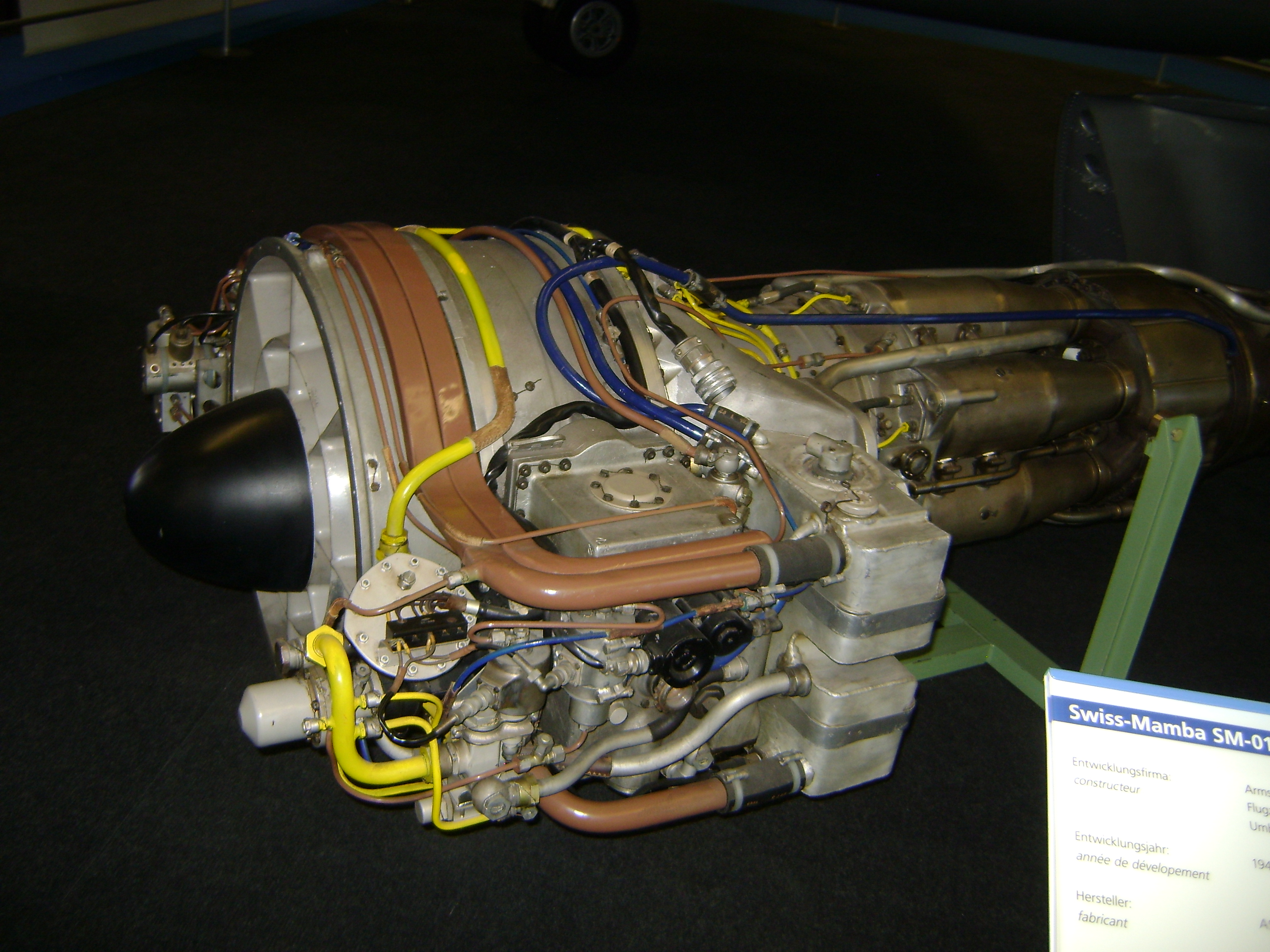
Moteur Swiss Mamba 1, version suisse à double flux destinée au EFW N-20 Aiguillon

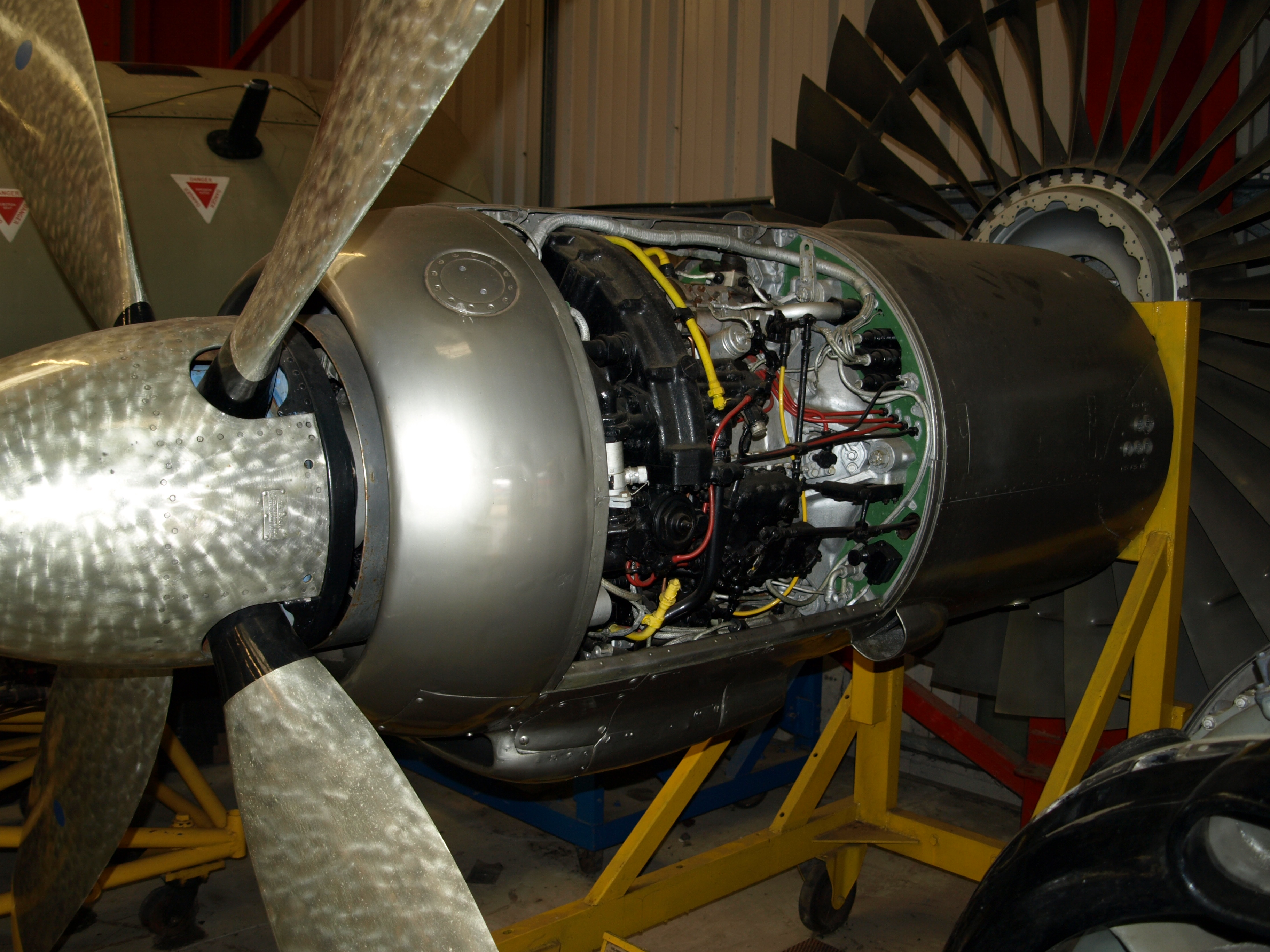
Le Mamba et son hélice, tels qu'employés sur l'avion de ligne Apollo.